# 金時鐘
金 時鐘（キム・シジョン、朝鮮語: 김시종、1929年1月17日 - ）は、在日朝鮮人の詩人、朝鮮文学者。

## 経歴
朝鮮釜山市生まれ。幼名はパウ（岩いわお）。父は元山市出身の金鑚國、母は済州市出身の金蓮春。父は旧制中学に通い、三・一運動に参加。。1932年春、元山市の祖父のもとに一時預けられる。その後済州市の城内（ソンネ）に移り住み公立北小学校（普通学校、後に国民学校）に入学するが、幼い頃から虚弱体質だったこともあり、熱病に見舞われ一年生をやり直す。小学校時代は父が所蔵していた日本語の『トルストイ全集』や図書室の『世界文学全集』（新潮社）等を読み耽り、級友の影響もあり詩に親しむ。また日本の童謡や小学唱歌、昔話に親しみ、学校では天皇の赤子になることを諭され、内鮮一体や大東亜共栄圏・八紘一宇を信じて過ごす。小学6年を真珠湾攻撃で迎え兵学校に進学することを志すも父親から涙され、父の意向である師範学校を受験する。
1942年、官立光州師範学校入学、二年の時に父から送られた『乳色の雲』（金素雲訳、河出書房）を熟読し、詩心を知る。済州島に帰郷していた17歳の時に「解放」に出会い、「皇国少年」として「天皇陛下への申し訳無さからむせぶ」。解放の熱気からは外れていたものの以後「国語（クゴ）」「歴史」を「自分の在所探し運動」を率いていた崔賢先生の「灯火学習会」下で勉強し過ごす中で朝鮮人としての自覚を深め、そこで習った詩人李陸史に感銘を受ける。この時起きていた漢拏団事件の軍政裁判を見て歯ぎしりを覚える。これと前後して父に連れられて越北をするも警察隊に逮捕される。その後釈放されるも、「登校拒否者」「赤色（共産主義）同調者」として学校からは除籍される。同師範学校尋常科には四学年まで在籍。同窓生が皇民化教育に反発するも本人は朝鮮語に疎くハングルひとつ書き取れないまま終戦を迎える。
1945年末に「読書会」で出会った朝鮮共産党全羅南道委員会学生党員・白順赫の影響で人民委員会に所属し、1946年夏には「いっぱしの学生活動家気取り」で務めをする。「解放」を手にしたにもかかわらず親日派や右翼の顔役たちが復権し米軍が占領政策の軍政を敷いている現状に正義感を覚え、呂運亨、朴憲永といった人物、社会主義に共鳴し、1946年12月南朝鮮労働党に入党。1947年1月15日に教員養成所の嘱託として連絡員に就く、その後三一節記念集会準備委員会に加わる。同年3月1日三・一節二十八周年島民大会に五賢中学校学生合同記念集会の一団整理員として参加、目の前で警察隊の発砲現場に立ち会う。翌日から「三・一事件対策闘争委員会」の作業に加わり、3月10日から始まったゼネストでは自身も検挙され2週間程度勾留される。
1948年の済州島四・三事件では4月3日当日「山部隊」の一部グループを率いて立て看をくくりつける、ビラ撒きを行う。その後5月から始まる米軍政による「焦土作戦」に遭遇、この時親戚の従姉の夫を亡くし、自身も警戒網に引っかかるが小学校の同窓生で警官になっていた者に助けられる。5月末党員が射殺された事件への報復として中央郵便局を襲撃する命を受け実行、その後講習会で一緒だった友人に助けてもらい難を逃れ、父の縁故の者や母方の叔父、従姉の家を転々とする。翌1949年5月26日父の手配でクァンタルという無人島に水筒、炒り豆、五十銭紙幣、学生服を持って逃れる。4日待ってやって来た日本への密航船に乗り込む。同年6月5日に神戸沖(須磨付近)に単身上陸したのち、母方の親戚を頼ろうとしばらく大阪を放浪、梅田を経由し鶴橋にたどり着く。しかし疲労困憊し諦めて北朝鮮へ送還してもらおうと警官に自首しようとしたところを「金井さん」に助けられて、大阪市生野区の猪飼野一条通り中一丁目にある長屋、コリアンタウンに行き着き、しばらくローソク作りで生計を立てる。ローソク作りが行き詰まると出入り業者の計らいで鶏舎長屋と呼ばれた南生野町で下宿暮らしをしながら、布施市高井田にある石鹸工場で働く。
1950年1月日本共産党に入党、2月在日朝鮮統一民主戦線大阪府本部に詰める。1951年在日朝鮮統一民主戦線の活動に参加。同年3月韓鶴洙学校長の下で中西朝鮮学校再開の活動に参加、同時期在日本朝鮮民主愛国青年同盟の中核部隊「祖国防衛隊」機関紙『セチョソン』（通称：マルセ）編集（編集長は白佑勝）を勤める。同年10月在日朝鮮文化人協会結成、金鐘鳴を中心に姜在彦、呉在陽、高昇孝等と共に『朝鮮評論』創刊、この時金石範と出会う。1952年日本共産党民族対策本部大阪府委員会の指示を受け、吹田事件参画。当時朝鮮戦争の「実質的な勝利」に喜びを覚えるも、朴憲永の処刑に衝撃し、「北共和国への祖国愛」「金日成首領さまへの尊敬」を失う。
1953年2月『ヂンダレ』創刊、同時期梁石日、倉橋健一と出会う、11月心悸亢進と腸結核で入院。1956年9月退院、11月18日姜順喜と結婚。1957年9月総合雑誌『青銅』刊行。1959年6月カリオンの会を結成。朝鮮総連の権威主義に対して反発を覚え、論考「盲と蛇の押し問答」（『ヂンダレ』18号、1957年7月発行所収）を発表。朝鮮総連、北朝鮮作家同盟 から批判される。在留特別許可を得て在日朝鮮人の政治・文化活動に参加した。金嬉老事件では特別証人として出廷した。
1973年9月、在日外国人初の公立高校教員として兵庫県立湊川高等学校で社会科教員となり、日本の公立学校で初めて正規科目として朝鮮語を教え、大阪文学学校理事長なども務めた。 先住民族アイヌの権利回復を求める署名呼びかけ人を務める。
1974年4月、朴正熙の独裁政権に反対するデモを起こした大学生らのうち180人が拘束される「民青学連事件」が発生。7月16日までに、金芝河ら14人に死刑、15人に無期懲役、日本人の太刀川正樹と早川嘉春を含む26人に懲役15年から20年の刑が科せられた。同月16日夕方から19日にかけて金時鐘、金石範、李恢成、真継伸彦、南坊義道らは数寄屋橋公園でハンガー・ストライキを行った。同月21日に金芝河の刑は無期懲役に減刑された。
2003年、韓国済州島にて本籍を取得、韓国籍となる。
2018年1月から藤原書店より『金時鐘コレクション』全12巻（予定）の刊行が開始されている。

## 受賞歴
- 1986年『「在日」のはざまで』で第40回毎日出版文化賞。
- 1992年『原野の詩』で第25回小熊秀雄賞特別賞。
- 2011年『失くした季節』で第41回高見順賞。
- 2015年『朝鮮と日本に生きる：済州島から猪飼野へ』で第42回大佛次郎賞。

## 著書

### 単著
- 『詩集 地平線』ヂンダレ発行所、1955年。
- 『日本風土記 詩集』国文社、1957年。
- 『新潟 長篇詩』構造社、1970年。※吹田事件での自身の体験が編まれている。
- 『さらされるものとさらすもの』明治図書出版〈解放教育選書〉、1975年。
- 『猪飼野詩集』東京新聞出版局、1978年。/ 岩波現代文庫、2013年。ISBN 978-4-00-602232-7
- 『クレメンタインの歌』文和書房、1980年。
- 『光州詩片』福武書店、1983年。ISBN　978-4-8288-2083-5
- 『「在日」のはざまで』立風書房、1986年。 / 平凡社ライブラリー、2001年。ISBN　978-4-582-76387-4
- 『原野の詩（うた）：1955 - 1988 集成詩集』立風書房、1991年。※解説：池田浩士[61]　ISBN　978-4-651-60048-2
- 『草むらの時：小文集』海風社〈陶院叢書〉、1997年。ISBN　978-4-87616-261-1
- 『化石の夏：金時鐘詩集』海風社、1998年。ISBN　978-4-87616-268-0
- 『わが生と詩』岩波書店、2004年。ISBN　978-4-00-002649-9
- 『境界（きょうがい）の詩：金時鐘詩集選』藤原書店、2005年。ISBN　978-4-89434-468-6　※猪飼野詩集、光州詩片ほか所収。
- 『〈在日〉文学全集・第5巻：金時鐘』勉誠出版、2006年。
- 『失くした季節：四時詩集』藤原書店、2010年。ISBN　978-4-89434-728-1
- 『朝鮮と日本に生きる：済州島から猪飼野へ』岩波新書、2015年。ISBN　978-4-00-431532-2
- 『金時鐘コレクション（全12巻）』藤原書店、2018 -
- 『祈り：金時鐘詩選集』丁海玉編、港の人、2018年。 ISBN 978-4-89629-345-6[62]
- 『背中の地図：金時鐘詩集』河出書房新社、2018年。ISBN　978-4-309-02679-4
- 『日本風土記・2：金時鐘詩集』藤原書店、2022年。ISBN　978-4-86578-338-4　※1957年刊の『日本風土記』に続く予定だった未刊詩集を、完全版として出版[63]。

### 共著
- 『なぜ書きつづけてきたか なぜ沈黙してきたか：済州島四・三事件の記憶と文学』金石範共著・文京洙編、平凡社、2001年。 / 平凡社ライブラリー、2015年。ISBN　978-4-582-76828-2
- 『状況への言葉：フクシマ、沖縄、「在日」』新船海三郎・聞き手、大城立裕・金石範・佐藤栄佐久ほか共著、本の泉社、2012年。ISBN　978-4-7807-0657-4
- 『「在日」を生きる：ある詩人の闘争史』佐高信共著、集英社新書、2018年。ISBN　978-4-08-721010-1

### 翻訳
- 『空と風と星と詩：尹東柱詩集』もず工房、2004年。ISBN　978-4-9901731-0-4
- 『〈再訳〉朝鮮詩集』岩波書店、2007年。ISBN　978-4-00-023842-7　※金素雲編訳『朝鮮詩集』（岩波文庫、1954年）の新訳[64]。
- 『空と風と星と詩：尹東柱詩集』編訳、岩波文庫、2012年。ISBN　978-4-00-320751-2　※もず工房版と異なり『空と風と星と詩』未収録作品を所収。